# Étréchy (Cher)
Étréchy è un comune francese di 435 abitanti situato nel dipartimento del Cher, nella regione del Centro-Valle della Loira.

## Società

### Evoluzione demografica
Abitanti censiti